# PoMo
PoMo (forkortelse for Posten Moderne) er et kunstmuseum, der ligger i Trondheim, Norge. 
Museet har til huse i den bygning, som tidligere rummede hovedpostkontoret i Trondheim. Bygningen er fra 1911, tegnet af arkitekt Karl Norum og registreret af Byantikvaren som en af de vigtigste jugendstil-bygninger i Trondheim, med kategori A: Meget høj bevaringsmæssig værdi.
Bygningen er blevet restaureret og delvist ombygget af arkitekt Erik Langdalen i samarbejde med interiørarkitekt India Mahdavi. Udstillingsarealet udgør ca. 4.000 m² fordelt over tre etager.
PoMo åbnede for offentligheden den 15. februar 2025 med 100 værker af 24 kunstnere i åbningsudstillingen "Postkort fra fremtiden".
Museet vil dedikere mindst 60 % af sit indkøbsbudget til kvindelige kunstnere og kunstgrupper for at adressere den skæve kønsfordeling i mange eksisterende samlinger.
Sammen med Nye Hjorten Teater udgør PoMo det, der kaldes "Det nye kulturkvarter" i Trondheim.
PoMo er privatejet af familien Reitan fra Trondheim. Ole Robert Reitan sidder i bestyrelsen, Monica Reitan er bestyrelsesleder og leder museets kunstfaglige komité. Marit Album Kvernmo er museets direktør.